# Снежана Байлозова
Снежана Байлозова (на македонска литературна норма: Снежана Бајлозова) е съдийка от Северна Македония.

## Биография
Завършва право в Юридическия факултет на Скопския университет в 1981 година и започва работа като стажантка в Окръжния съд в Скопие. След полагане на правосъден изпит в 1982 година работи като сътрудник в същия съд и се занимава и с граждански и с наказателни дела. В 1986 година започва работа във Върховния съд на Социалистическа република Македония като научен сътрудник по гражданска материя. В 1987 година става съдия в Основния съд Скопие I. До 1996 година работи в съда по граждански дела, а след това до 2008 година – по наказателни. От 2004 до 2007 година е член на Наказателния съвет на съда, а след това от края на 2007 до май 2008 година председател на Наказателния отдел на съда.
На 20 май 2008 година е избрана за съдийка в Апелативия съд в Скопие, където работи в Търговския отдел.
През ноември 2014 година става магистър по бизнес право в Америкън Колидж, Скопие.
На 5 септември 2016 година Съдебният съвет на Република Македония я избира за съдийка във Върховния съд на Република Македония.
На 5 декември 2016 година Съдебният съвет я избира за временно-изпълняваща длъжността председател на Върховния съд.